# Шейко-Медведєва Неля Семенівна
Не́ля Семе́нівна Шейко́-Медве́дєва (25 жовтня 1947, Борислав — 16 листопада 2021) — українська драматургиня, поетеса, прозаїк, театральна критикиня. Кандидат філологічних наук, член Національної спілки письменників України.

## Біографія
Народилася у 1947 році у м. Бориславі Львівської області. У 1965 році закінчила Бориславську середню школу № 8 зі срібною медаллю, вступила на вечірнє відділення хімічного факультету Львівського політехнічного інституту. Деякий час працювала кресляркою в КБ заводу «Електрон», а далі техніком-хіміком в Інституті геології та геохімії НАН України. Після другого курсу полишила навчання в Політехніці і вступила на денне відділення філологічного факультету Львівського державного університету ім. Івана Франка.
Отримавши диплом, залишилася працювати в університеті: літературним працівником газети «За радянську науку», а далі — асистентом кафедри української літератури. У 1980 році захистила кандидатську дисертацію. У 1985 році перебралася до Києва, і рік потому стала членкинею Національної спілки письменників України.

## Творчий доробок
Неля Шейко-Медведєва — авторка низки статей, присвячених проблемам і особливостям української драматургії та рецензій на вистави українських театрів, опублікованих у журналах «Українське літературознавство», «Український театр» та газетах Львівщини «Вільна Україна» та «Ленінська молодь». Авторка добірок віршів, написаних як літературною мовою, так і лемківським діалектом, оприлюднених в газетах «Літературна Україна», «Нафтовик Борислава», «Наше слово» (газета українців Польщі), журналі «Україна» й часописах «Ї» та «Київська Русь». Авторка понад 40 пʼєс для дітей та юнацтва.
- Збірник «Квітка щастя» (видавництво «Радянський письменник», 1986) включає пʼєси «Квітка щастя», «Чумацький скарб», «Як ледар щастя шукав».
- Збірник «Чари осіннього лісу» (видавництво «Молодь», 1988). П'єси: «Чарівна зернина», «Чари осіннього лісу», «Маленький робот Тім», «Домовик-чарівник»
- Збірник «Зачаклована карета» (видавництво «Веселка», 2001), відзначений літературною премією ім. Олени Пчілки за твори для дітей. До нього увійшли п'єси «Чи є у котів розум, або Як Мишка виходила заміж», «Капосники і капосниці», «Тітонька Хрюся — дресирувальниця роботів», «Каламутя — син Великого Ящера», «Каламутя і Золотий Заєць», «Учень тритозавра», «Приборкувачі вогню», «Казка про вимріяне яєчко або ж Правда про Курочку Рябу», «Соломʼяний циган», «Лисиця, що впала з неба», «Кіт у тигровій шкурі», «Хуха, Дюдя і Потороча», «Зачаклована карета», «Яви нам ангелів твоїх», «Новорічний сон або Бунт ляльок».

Більшість із названих пʼєс була поставлена в драматичних театрах і театрах ляльок Львова, Ужгорода, Мукачева, Чернігова, Чернівців, Харкова, Рівного, Луцька, Івано-Франківська, Донецька, Києва, Полтави, Житомира, Запоріжжя, а також у шкільних театрах по всій Україні.
Дві пʼєси — «Чумацький скарб» і «Лисиця, що впала з неба» — увійшли до шкільних програм з української літератури для 4 і 5 класів. «Чарівна зернина» рекомендована для позакласного читання.
Інші пʼєси, що не увійшли до збірників, але також були поставлені в українських театрах: «Дзеркало Агрімпаси», «Як Василько Тереньку сватав», «Гора щастя». Остання відзначена літературною премією «Коронація слова». Нові пʼєси «Коти-коти-горошок» та «Ангелик і різдвяна зоря» поставлені у 2018 році в театрах ляльок Чернігова і Харкова. У 2017—2020 роках написані п'єси «Квіти для Скрекеке», «Коти-котигорошок» та п'єса апокриф «Біла зоря, чорні пелюстки» про найвідомішого лемківського художника Никифора Дровняка.
Серед прозових творів письменниці — авантюрні романи «Альфонс» (Кальварія, 2004), «Баламутка» (Піраміда, 2006) і «Кохана…Незабутня» (Піраміда, 2006), а також роман-апокриф «Ніч остання» про учнів Христа після його страти (Піраміда, 2006).

У 2018 році у видавництві «Комора» вийшла друком збірка віршів і оповідань «Дороги камени», до якої увійшли усі вірші та оповідання письменниці, написані про історію лемків — українського субетносу, виселеного зі своїх земель в Радянську Україну у 1944—1946 роках та на західні терени Польщі в ході операції «Вісла».
«У мене не було жодної іграшки, купленої в магазині. Я сама майструвала ляльки, придумувала їм казкові біографії, змушувала їх жити, а вони вчили мене мріяти і фантазувати. Це був мій особистий театрик, завдяки якому я спізнала ні з чим незрівнянну втіху творчості, була і могутньою чаклункою, і злою примарою, королівною і сиріткою, янголом і бісиком. Була і буду щасливою бранкою незримого царства Фантазії, створеного уславленими і невідомими геніями мого народу». 
У 2023 році роман Нелі Шейко-Мєдведєвої «Ніч остання» перевидало «Видавництво Старого Лева» з передмовою Володимира Єрмоленка..

## Родина
Батько — Періг Семен Степанович (1920—2010), робітник Бориславського озокеритового заводу, переселенець з лемківського села Ванівка, що побіля Коросно (тепер село Венглювка, Польща).
Мати — Періг Клавдія Дмитрівна (1927—2004), багато років працювала головною бухгалтеркою Бориславського озокеритового заводу. До одруження мешкала у Приазовʼї в селі Красноармійське (тепер село Покровське Донецької області).
Брат — Періг Володимир Семенович, лікар, завідувач радіологічної лабораторії 4-ї міської клінічної лікарні м. Львова.
Донька — Михалко Наталя Альбертівна, науковиця.
Син — Шейко Володимир Петрович, генеральний директор Українського інституту.